# Ялтинська кіностудія художніх фільмів
Я́лтинська кіносту́дія (крим. Yaltanıñ kino studiyası) — кримська кіностудія, розташована в Ялті.
Була заснована в 1917 році як кінознімальна база російської кінофабрики «Ханжонков і Ко». У 1919 була націоналізована радянською владою та перетворена на Ялтинську кінофабрику. Хоча більшу частину своєї історія кіностудія підпорядковувалася радянським російським кіноустановам, на ній було знято ряд важливих для становлення українського кіно фільмів. Особливо якісно студія працювала в часи підпорядкування Всеукраїнському фотокіноуправлінню (ВУФКУ), саме в той час Ялтинська кіностудія почала знімати стрічки на кримськотатарську тематику.

## Заснування та історія фабрики в радянські часи

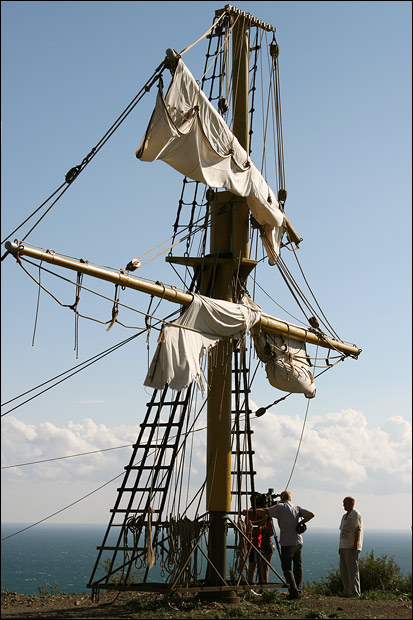
Щогла для комбінованих зйомок

- 1908 — Французька кінофірма «Пате» вперше знімає в Ялті видовищні фільми.
- 1911 — Олександр Ханжонков знімає великий історичний фільм «Оборона Севастополя». Восени фільм був показаний царю Миколі II в Лівадії.
- 1917 — Акціонерне товариство «Ханжонков і Ко» відкрило літню кінознімальну базу в Ялті.
- 1919 — За декретом, підписаним Леніном, кіноателье Ханжонкова та Єрмольєва були націоналізовані. Створена єдина державна Ялтинська кінофабрика.
- 1922—1923, 1924—1927 — підпорядковувалась ВУФКУ як Друга кінофабрика, в 1924 році підпорядковувалася «Левфильм». В часи ВУФКУ випустила фільми: «Остання ставка містера Енніока» (за романом Олександра Ґріна, 1922), «Привид бродить по Европі» (1922), «Остап Бандура» (разом з Одеською кіностудією, 1924), «Алім» (1926), «Ордер на арешт» (1927), «Тіні Бельведеру» (1927), «Кіра Кіраліна» (1928), «Троє» (1928).
- 1927 — У Ялті стався землетрус, який зупинив роботу кіностудії. Після цього ВУФКУ поступово припиняє кіновиробництво в Ялті і відкриває кінофабрику в Києві.
- 1928 — Ялтинська кінофабрика входить до тресту «Востоккіно».
- 1936 — Ялтинська кінофабрика передана студії «Союздитфільм».
- 1951 — Ялтинська кінофабрика передана кіностудії «Мосфільм».
- 1957 — Ялтинська кінофабрика перетворена в «Ялтинську кіностудію художніх фільмів».
- 1963 — Ялтинська кінофабрика стає філією Центральної кіностудії дитячих та юнацьких фільмів ім. Горького.

## Новітня історія
- 1988 — Ялтинська кіностудія стала самостійним державним підприємством — Кримською кіностудією «Ялтафільм».
- 2000 — Створено ЗАТ «Ялтинська кіностудія», — спільне російсько-українське підприємство.
- 2003 — ЗАТ «Ялтинська кіностудія» повністю перейшло у власність російської компанії «ПолікомВест».
- 2014 — Після анексії Криму Росією окупаційна влада примусово викупила студію у «ПолікомВест» і перетворена її на Державне унітарне підприємство так званої Республіки Крим «Ялта-фільм».[1]

Сучасна Ялтинська кіностудія — це підприємство, розташоване на території загальною площею 13 га. При цьому під натурні майданчики виділено близько 5 га. Студія має все необхідне для проведення зйомок як невеликих, так і масштабних проектів: потужності для виготовлення бутафорії, реквізиту, зброї, декорацій. Володіє великою колекцією історичних костюмів, участок для їх пошиву, декораційно-технічний та механічний цехи.
Проходить реконструкція головної бази кіностудії — Полікурівського пагорбу. Ведеться будівництво нового цеху декораційно-техничних споруд заплановане зведення двох кінозйомочних павільйони площею 1000м² та 500м² (дані на 2007 р.). Ялтинська кіностудія є одним з організаторів щорічного міжнародного фестивалю продюсерського кіно «КіноЯлта».

## Керівники Ялтинської кіностудії
- Георгій Тасін (1922—1924)
- Соломон Орелович (1924—1925)
- Георгій Тасін (1925—1927)
- Соломон Орелович (1927—1928)
- Олександр Горський (1931—1932)

## Фільми, зняті на Ялтинській кіностудії
| Назва                          | Режисер                                                                    | Рік  | Назва кіностудії                                         |
| ------------------------------ | -------------------------------------------------------------------------- | ---- | -------------------------------------------------------- |
| Остання ставка містера Енніока | Володимир Гардін                                                           | 1922 | Друга кінофабрика ВУФКУ                                  |
| Привид блукає Європою          | Володимир Гардін                                                           | 1922 | Друга кінофабрика ВУФКУ                                  |
| Отаман Хміль                   | Володимир Гардін                                                           | 1923 | Перша та Друга кінофабрика ВУФКУ                         |
| Поміщик                        | Володимир Гардін                                                           | 1923 | Перша та Друга кінофабрика ВУФКУ                         |
| Прицвяховані                   | Микола Салтиков                                                            | 1923 | Перша та Друга кінофабрика ВУФКУ                         |
| Слюсар і канцлер               | Володимир Гардін, Ольга Преображенська                                     | 1923 | Перша та Друга кінофабрика ВУФКУ                         |
| Хазяїн чорних скель            | Петро Чардинін                                                             | 1923 | Перша та Друга кінофабрика ВУФКУ                         |
| Октябрина                      | Георгій Тасін                                                              | 1924 | Перша та Друга кінофабрика ВУФКУ                         |
| Остап Бандура                  | Володимир Гардін                                                           | 1924 | Перша та Друга кінофабрика ВУФКУ                         |
| Алім                           | Георгій Тасін                                                              | 1926 | Друга кінофабрика ВУФКУ                                  |
| Герой матчу                    | Л. Константиновський                                                       | 1926 | Друга кінофабрика ВУФКУ                                  |
| Ордер на арешт                 | Георгій Тасін                                                              | 1926 | Друга кінофабрика ВУФКУ                                  |
| Тіні Бельведера                | Олександр Анощенко                                                         | 1926 | Друга кінофабрика ВУФКУ                                  |
| Трипільська трагедія           | Олександр Анющенко                                                         | 1926 | Друга кінофабрика ВУФКУ                                  |
| Каламуть                       | Георгій Тасін                                                              | 1927 | Друга кінофабрика ВУФКУ                                  |
| Кіра-Кіраліна                  | Борис Глаголін                                                             | 1927 | Друга кінофабрика ВУФКУ                                  |
| Людина, яка посміхається       | Давид Волжин                                                               | 1927 | Друга кінофабрика ВУФКУ                                  |
| Одна ніч                       | Мануель Большинцов                                                         | 1927 | Друга кінофабрика ВУФКУ                                  |
| Паровоз №                      | Георгій Кравченко                                                          | 1927 | Друга кінофабрика ВУФКУ                                  |
| Позбавлені дня (Без сонця)     | Володимир Баллюзек                                                         | 1927 | Друга кінофабрика ВУФКУ                                  |
| Провокатор                     | Віктор Турін                                                               | 1927 | Друга кінофабрика ВУФКУ                                  |
| Троє                           | Олєксандр Соловйов                                                         | 1927 | Друга кінофабрика ВУФКУ                                  |
| Ялта дибки                     | Борис Загорський                                                           | 1927 | Друга кінофабрика ВУФКУ                                  |
| Z — 123                        | Мануель Большинцов, Євген Іванов-Барков, Єфім Дзіган, Олександр Файнциммер | 1927 | Друга кінофабрика ВУФКУ                                  |
| Закони шторму                  | Олєксандр Соловйов                                                         | 1928 | Перша та Друга кінофабрика ВУФКУ                         |
| Земля кличе                    | Володимир Баллюзек                                                         | 1928 | Перша та Друга кінофабрика ВУФКУ                         |
| Марі-Кужер                     | Борис Шелонцев                                                             | 1928 | «Востоккіно»                                             |
| Три кімнати з кухнею           | Микола Шпиковський                                                         | 1928 | Перша та Друга кінофабрика ВУФКУ                         |
| Зелім-хан                      | Олег Фреліх                                                                | 1928 | «Востоккіно»                                             |
| Комета                         | Валерій Інкіжинов                                                          | 1928 | «Востоккіно»                                             |
| Біюк-гюнеш                     | Дмитро Бассалиго                                                           | 1930 | «Востоккіно»                                             |
| Блакитний песець               | П. Малахов                                                                 | 1930 | «Востоккіно»                                             |
| Два ключі                      | Борис Міхін, Сергій Віткін                                                 | 1930 | «Востоккіно»                                             |
| Залізна Бригада                | Михайло Вернер                                                             | 1930 | «Востоккіно»                                             |
| Земля спрагла                  | Юлій Райзман                                                               | 1930 | «Востоккіно»                                             |
| Ігденбу                        | Амо Бек-Назаров                                                            | 1930 | «Востоккіно»                                             |
| Летуни                         | Михайло Вернер                                                             | 1930 | «Востоккіно»                                             |
| Джут                           | Михайло Каростін                                                           | 1931 | «Востоккіно»                                             |
| Народжений знову               | Євген Грязнов                                                              | 1931 | «Востоккіно»                                             |
| Пальто горянці                 | П. Малахов                                                                 | 1931 | «Востоккіно»                                             |
| Перелам                        | Євген Грязнов                                                              | 1931 | «Востоккіно»                                             |
| Руки геть                      | Семен Богатирьов                                                           | 1931 | «Востоккіно»                                             |
| Священний гай                  | Ілля Максимов-Кошкінський                                                  | 1931 | «Востоккіно»                                             |
| Ткварчелли                     | Олег Фреліх                                                                | 1931 | «Востоккіно»                                             |
| Три паради                     | Лев Замковий                                                               | 1931 | «Востоккіно»                                             |
| Асту                           | Ілля Максимов-Кошкінський                                                  | 1932 | «Востоккіно»                                             |
| Великі будні                   | Л. Резниченко, І. Протопопов                                               | 1932 | «Востоккіно»                                             |
| Людина з орденом               | Амо Бек-Назаров                                                            | 1932 | «Востоккіно»                                             |
| Розповідь про Умара Хацпоко    | Юлій Райзман                                                               | 1932 | «Востоккіно»                                             |
| Таємниця Кара-Тау              | Олександр Дубровський                                                      | 1932 | «Востоккіно»                                             |
| Закон степів                   | А. Слободнік                                                               | 1933 | «Востоккіно»                                             |
| Помста                         | Євген Грязнов                                                              | 1933 | «Востоккіно»                                             |
| Пропала ланка                  | Ю. Леонтьєв                                                                | 1933 | «Востоккіно»                                             |
| Пісня про щастя                | Марк Донськой, Володимир Лєгошин                                           | 1934 | «Востоккіно»                                             |
| Лаври міс Елен Грей            | Юрій Желябужський                                                          | 1935 | «Востоккіно»                                             |
| Нові пригоди Кота в чоботях    | Олєксандр Роу                                                              | 1957 | Кіностудія ім. М.Горького (Москва), Ялтинська кіностудія |
| Випереджаючи вітер             | Володимир Довгань, Олександр Курочкін                                      | 1958 | Ялтинська кіностудія                                     |
| Військова таємниця             | Мечислава Маєвська                                                         | 1958 | Ялтинська кіностудія                                     |
| Друзі-товариші                 | Валентин Павловський                                                       | 1959 | Ялтинська кіностудія                                     |
| За всяку ціну                  | Анатолій Слісаренко                                                        | 1959 | Ялтинська кіностудія                                     |
| Грізні ночі                    | Володимир Довгань, Олександр Курочкін                                      | 1960 | Ялтинська кіностудія                                     |
| Будинок з мезоніном            | Яків Базелян                                                               | 1960 | Ялтинська кіностудія                                     |
| Прощавайте, голуби             | Яків Сегель                                                                | 1960 | Ялтинська кіностудія                                     |